# John Bowden
John Frederick Bowden (ur. 1958 w Australii) – językoznawca, specjalista w zakresie języków austronezyjskich i papuaskich. Jego działalność badawcza koncentruje się na językach wschodniej Indonezji i Timoru Wschodniego.

## Życiorys
Kształcił się na University of Auckland, gdzie uzyskał bakalaureat i magisterium z językoznawstwa. Doktoryzował się na University of Melbourne, gdzie przedstawił opis gramatyki języka taba z rodziny austronezyjskiej (Taba [Makian Dalam]: Description of an Austronesian language from Eastern Indonesia, 1997).
Wraz z badaczami z Indonezyjskiego Instytutu Nauk sporządził dokumentację języka gamkonora, języka papuaskiego z wyspy Halmahera. Zainteresował się również językami o szerszym zasięgu – malajskim Moluków Północnych oraz dżakarcką odmianą języka indonezyjskiego (Colloquial Jakarta Indonesian). Bada także języki południowohalmaherskie, ze szczególnym naciskiem na typologię lingwistyczną, kontakty językowe oraz zjawiska gramatykalizacji i językowej reprezentacji przestrzeni.
Był badaczem podoktorskim w Instytucie Psycholingwistyki im. Maxa Plancka. Przez około 10 lat był pracownikiem naukowym Australijskiego Uniwersytetu Narodowego. Objął także funkcję lokalnego dyrektora stacji terenowej w Dżakarcie na Wydziale Lingwistycznym Instytutu Antropologii Ewolucyjnej im. Maxa Plancka.

## Wybrana twórczość
Wśród istotnych prac można wymienić:
- Behind the Preposition: The Grammaticalization of Locatives in Oceanic Languages (1992)
- Taba: Description of a South Halmahera Language (2001)
- A Journey through Austronesian and Papuan Cultural and Linguistic Space (2010)